# 玉币
玉币是中國周朝時期用来朝聘或者祭祀的瑞玉，包括璧、璜、瑗、玦、瓏、璋、圭等。在《周礼》中可以尋找到有关係的记载：“大朝觐会同赞玉币、玉献、玉几、玉爵。”